# Saleignes
Saleignes és un municipi francès situat al departament del Charente Marítim i a la regió de la Nova Aquitània. L'any 2007 tenia 67 habitants.

## Demografia

### Població
El 2007 la població de fet de Saleignes era de 67 persones. Hi havia 40 famílies de les quals 20 eren unipersonals (12 homes vivint sols i 8 dones vivint soles), 16 parelles sense fills i 4 parelles amb fills.
La població ha evolucionat segons el següent gràfic:
Habitants censats

### Habitatges
El 2007 hi havia 60 habitatges, 38 eren l'habitatge principal de la família, 16 eren segones residències i 6 estaven desocupats. Tots els 58 habitatges eren cases. Dels 38 habitatges principals, 36 estaven ocupats pels seus propietaris, 1 estava llogat i ocupat pels llogaters i 1 estava cedit a títol gratuït; 3 tenien tres cambres, 9 en tenien quatre i 26 en tenien cinc o més. 34 habitatges disposaven pel capbaix d'una plaça de pàrquing. A 22 habitatges hi havia un automòbil i a 10 n'hi havia dos o més.

### Piràmide de població
La piràmide de població per edats i sexe el 2009 era:
| Homes | Edats   | Dones |
| ----- | ------- | ----- |
| 0     | 95 o +  | 0     |
| 0     | 90 a 94 | 0     |
| 4     | 85 a 89 | 0     |
| 8     | 80 a 84 | 8     |
| 4     | 75 a 79 | 12    |
| 4     | 70 a 74 | 0     |
| 0     | 65 a 69 | 8     |
| 0     | 60 a 64 | 4     |
| 4     | 55 a 59 | 0     |
| 4     | 50 a 54 | 4     |
| 0     | 45 a 49 | 0     |
| 0     | 40 a 44 | 0     |
| 4     | 35 a 39 | 0     |
| 0     | 30 a 34 | 0     |
| 0     | 25 a 29 | 0     |
| 0     | 20 a 24 | 0     |
| 0     | 15 a 19 | 0     |
| 0     | 10 a 14 | 0     |
| 0     | 5 a 9   | 0     |
| 0     | 0 a 4   | 0     |

## Economia
El 2007 la població en edat de treballar era de 34 persones, 20 eren actives i 14 eren inactives. De les 20 persones actives 18 estaven ocupades (9 homes i 9 dones) i 2 estaven aturades (1 home i 1 dona). De les 14 persones inactives 7 estaven jubilades, 1 estava estudiant i 6 estaven classificades com a «altres inactius».
Activitats econòmiques
Dels 2 establiments que hi havia el 2007, 1 era d'una empresa de fabricació d'altres productes industrials i 1 d'una empresa de comerç i reparació d'automòbils.
L'any 2000 a Saleignes hi havia 5 explotacions agrícoles.

## Poblacions més properes
El següent diagrama mostra les poblacions més properes.